# Stephen Hibbert
Pour les articles homonymes, voir Hibbert (homonymie).
Stephen Hibbert né le 19 septembre 1960 à Fleetwood, dans le Lancashire, est un acteur anglais, aussi auteur de comédies. 
Il est connu pour son rôle de La Crampe dans le film de Quentin Tarantino Pulp Fiction (1994).

## Filmographie partielle

### Au cinéma
- 1994 : Pulp Fiction de Quentin Tarantino
- 1999 : Austin Powers 2: L'Espion qui m'a tirée de Jay Roach
- 2003 : Le Chat chapeauté de Bo Welch
- 2007 : Benjamin Gates et le Livre des secrets de Jon Turteltaub